# Saint-Benoît-d'Hébertot
Saint-Benoît-d'Hébertot é uma comuna francesa na região administrativa da Normandia, no departamento Calvados. Estende-se por uma área de 7,15 km². Em 2010 a comuna tinha 436 habitantes (densidade: 61 hab./km²).